# М'який автопортрет зі смаженим салом
«М'яки́й автопортре́т зі сма́женим са́лом» — картина  іспанського художника Сальвадора Далі, написана у 1941 році. Зберігається у Театрі-музеї Сальвадора Далі у Фігерасі.

## Опис
Вирішена в іронічному стилі картина, на якій на п'єдесталі з написом назви роботи стоїть на милицях аморфне м'яке обличчя, яке Далі вважав своїм автопортретом, та лежить окрайок смаженого бекону — символ органічної матерії та невід'ємний елемент сніданку в нью-йоркському отелі «Сент-Реджис». Далі постійно згадував клаптик задраної шкіри, з якою Мікеланджело зобразив себе в Сикстинській капелі Ватикану, та постійно доводив, що найстійкіша частина нашої сутності — це не дух та не життєва сила, а наша шкіра.